# Півень Володимир Григорович
Володи́мир Григо́рович Пі́вень (нар. 19 жовтня, 1976, м. Комсомольск, Полтавська область) — український художник.

## Біографія
У 1982 році Володимир починає відвідувати студію образотворчого мистецтва.
У 1986 році поступає у художню школу, де навчається чотири роки.
З 1990 року по 1995 рік навчається у Харківському державному художньому училищі на факультеті образотворчого мистецтва.
Нині художник продовжує творчу діяльність і бере участь в численних виставках.

## Творчість і виставки
- З 2000 року по 2002 рік — Участь у виставках живопису в Австрії.
- 2005 рік — Участь у виставках живопису в м. Берлін і м. Магдебург (Німеччина).
- 2006 рік — Участь у виставці живопису «Сплеск миттєвостей» (м. Київ, Україна)
- 2007 рік — Участь в арт-проекті «Благословення» (Російський будинок науки і культури в Берліні, Німеччина).[1].

- 2007 рік — Проходить персональна виставка художника «Дотик сонця» (м. Київ, Україна)[2].

- 2007 рік — Участь у виставці, присвяченій відкриттю Міжнародного Фонду «Культурне надбання»[ru], в галереї «N–Проспект» (м. Санкт-Петербург, Росія)[3].

- 2008 рік — Персональна виставка в галереї «N–Проспект» (м. Санкт-Петербург, Росія)[4][5].

- 2008 рік — Участь у виставці живопису «АРТ Київ» (м. Київ, Україна)
- 2010 рік — Участь у виставці живопису «АРТ Київ. Свято весни» (м. Київ, Україна)
- 2011 рік — Участь у виставці живопису «Роса» (м. Прага, Чехія)[6][7][8].
- 2012 рік — Участь в проекті «Авіарт-2012», частини VIII Міжнародного авіакосмічного салону «Авіасвіт-ХХІ» (м. Київ, Україна)[9].
- З 2013 року — картини художника знаходяться в постійній експозиції галереї «Риверсайд Арт енд Гласс» (м. Вроксхем[en], Велика Британія)[10].

Картини Володимира Півня знаходяться у приватних колекціях поціновувачів мистецтва в Україні, Росії, США, Великій Британії та Австрії.

## Видання
- Художній альбом Володимира Півня[11][12].